# Aloe reynoldsii
Aloe reynoldsii é uma espécie de liliopsida do gênero Aloe, pertencente à família Asphodelaceae.